# Embalse de Guadiloba
El embalse de Guadiloba, es un embalse situado en la cuenca del río Guadiloba dentro de la provincia de Cáceres, en el término municipal de Cáceres, junto a la población de Cáceres. El embalse se dedica al abastecimiento de la ciudad de Cáceres, siendo encargado de su gestión Canal de Isabel II.
Fue inaugurado en 1971 y es la principal presa que regula el curso del Guadiloba.

## Uso recreativo
Junto al embalse se encuentra el área recreativa Guadipark, inaugurada en el año 2000 como fruto del compromiso adquirido con la ciudad por el Canal de Isabel II. Ocupa casi 10 hectáreas y cuenta con diversas instalaciones agrupadas en área deportiva (piscinas, pistas deportivas, gimnasio, pistas de tenis, etc.), área medioambiental (lago artificial con vegetación y fauna autóctonas) y área social (cafetería, restaurante, paseos ajardinados y juegos infantiles).

## Entorno natural
El río Guadiloba y su entorno forman parte de la ZEPA Llanos de Cáceres y Sierra de Fuentes.